# Marvin Loback
Marvin Loback (Tacoma, 21 novembre 1896 – Los Angeles, 18 agosto 1938) è stato un attore statunitense.

## Filmografia parziale
- Follow the Crowd, regia di Alfred J. Goulding (1918)
- Kicked Out, regia di Alfred J. Goulding (1918)
- L'idolo del villaggio (A Small Town Idol), regia di Mack Sennett e Erle C. Kenton (1921)
- White Wings, regia di George Jeske (1923)
- Gli sporcaccioni (The Soilers), regia di Ralph Ceder (1923)
- Uncivil Warriors, regia di Del Lord (1935)
- Three Little Beers, regia di Del Lord (1935)